# Скварко, Захар
Захар Скварко (27 сентября 1870, Галиция Австро-Венгрия — 1925) — украинский кооперативный и общественно-политический деятель.
Директор Покутского Кредитного Союза в Коломые. Посол (депутат) Галицкого сейма. Член Украинско-русского сеймового клуба. Бурмистр Коломыи со 2 ноября 1918 г.
Член Украинской национально-демократической партии. Автор брошюры о программе и идеологических задачах УНДП, а также ряда статей о земельном вопросе, в защиту интересов крестьян (выкуп крупных земельных владений и наделение крестьян землей).